# Роже Мартен дю Гар
Роже Мартен дю Гар (на френски: Roger Martin du Gard) е френски писател, поет и драматург, получил Нобелова награда за литература през 1937 година. Дължи славата си главно на епическия роман „Семейство Тибо“.

## Биография и творчество
Роден е на 23 март 1881 г. в парижкото предградие Ньой сюр Сен в семейство на заможен адвокат. Мартен Дю Гар се възпитава в най-добрите училища и завършва висше образование (палеограф-архивист) с работа на археологическа тема. Според българското издание на „Семейство Тибо", той съзнава своето призвание на писател още в юношеството си, след като прочита романа на Толстой „Война и мир“.
След публикуването на първата си книга, „Жан Бароа“ (по аферата „Драйфус“), той си спечелва славата на добър литератор и се сприятелява с личности като Андре Жид и Жак Копо. След Първата световна война Мартен дю Гар замисля „Семейство Тибо“, който пише от 1920 до 1940 година. Чрез живота на Жак и Антоан Тибо описва парижкото буржоазно съсловие. Последните две части са посветени на смъртта на двамата главни герои и Първата световна война. „Лятото на 1914-а“ описва хода на войната, която не могат да възпрат нито социалистите, нито другите пацифисти. Жак Тибо не може да направи нищо друго, освен да се отдаде в саможертва, и призовава от окопа, в последните минути на живота си, германските и френски войници да се побратимят.
Кореспонденцията на Роже Мартен дьо Гар с Андре Жид, Жак Копо, Йожен Даби, Жорж Дюамел и Жан Тардьо е издадена в няколко тома (1980).
Умира на 22 август 1958 г. в село Серини.

## Произведения
- Devenir! (1908)
- L'Une de Nous (1909)
- Jean Barois (1913)
- Le Testament du père Leleu, farce (1913)
- Les Thibault: Le Cahier gris (1922)
- Les Thibault: Le Pénitencier (1922)
- Les Thibault: La Belle Saison (1923)
- La Gonfle, farce (1928)
- Les Thibault: La Consultation (1928)
- Les Thibault: La Sorellina (1928)
- Les Thibault: La Mort du père (1929)
- Confidence africaine (1931)
- Un Taciturne (1932)
- Vieille France (1933)
- Les Thibault: L'Été 1914 (1936)
- Les Thibault: Épilogue (1940)
- Notes sur André Gide (1913-1951) (1951)
- Œuvres complètes dans la collection de la Pléiade avec une préface d'Albert Camus (1955)
- In memoriam [en souvenir de Marcel Hébert] in RMDG Œuvres complètes, La Péiade, Gallimard, Paris, 1955, p. 561-576.
- Correspondance avec André Gide (посмъртно издание 1968)
- Correspondance générale 1 1896-1913 (посмъртно издание 1980)
- Le Lieutenant-colonel de Maumort (посмъртно издание 1983)
- Journal I Textes autobiographiques 1892-1919 (posthume 1992)
- Journal II 1919-193 (посмъртно издание 1993)
- Journal III 1937-1949 Textes autobiographiques 1950-1958 (посмъртно издание 1993)
- Correspondance générale X 1951-1958 (посмъртно издание 2006).
- Ré-édition du Lieutenant-colonel de Maumort dans la collection blanche de Gallimard (2008).
- Correspondance avec A. Camus (посмъртно издание, 2013).